# العلاقات المجرية الساموية
العلاقات المجرية الساموية هي العلاقات الثنائية التي تجمع بين المجر وساموا.

## مقارنة بين البلدين
هذه مقارنة عامة ومرجعية للدولتين:
| وجه المقارنة                                              | المجر                                                       | ساموا                        |
| --------------------------------------------------------- | ----------------------------------------------------------- | ---------------------------- |
| المساحة (كم2)                                             | 93.04 ألف                                                   | 2.84 ألف                     |
| عدد السكان (نسمة)                                         | 9.78 مليون                                                  | 196.44 ألف                   |
| الكثافة السكانية (ن./كم²)                                 | 105.12                                                      | 69.17                        |
| العاصمة                                                   | بودابست                                                     | أبيا                         |
| اللغة الرسمية                                             | لغة مجرية                                                   | لغة إنجليزية، اللغة الساموية |
| العملة                                                    | فورنت مجري                                                  | تالا ساموي                   |
| الناتج المحلي الإجمالي (بليون دولار)                      | 139.14 مليار                                                | 856.63 مليون                 |
| الناتج المحلي الإجمالي (تعادل القوة الشرائية) بليون دولار | 260.42 مليار                                                | 1.15 مليار                   |
| الناتج المحلي الإجمالي الاسمي للفرد دولار أمريكي          | 12.36 ألف                                                   | 3.94 ألف                     |
| الناتج المحلي الإجمالي للفرد دولار أمريكي                 | 25.07 ألف                                                   | 5.79 ألف                     |
| مؤشر التنمية البشرية                                      | 0.828                                                       | 0.702                        |
| رمز المكالمات الدولي                                      | +36                                                         | +685                         |
| رمز الإنترنت                                              | .hu                                                         | .ws                          |
| المنطقة الزمنية                                           | ت ع م+01:00، ت ع م+02:00، أوروبا/بودابست ‏، توقيت وسط أوروبا | ت ع م+13:00                  |

## منظمات دولية مشتركة
يشترك البلدان في عضوية مجموعة من المنظمات الدولية، منها:
| علم المنظمة | اسم المنظمة                               | تاريخ انضمام المجر | تاريخ انضمام ساموا |
| ----------- | ----------------------------------------- | ------------------ | ------------------ |
|             | مؤسسة التنمية الدولية                     | 29 أبريل 1985      | 28 يونيو 1974      |
|             | يونسكو                                    | 14 سبتمبر 1948     | 3 أبريل 1981       |
|             | وكالة ضمان الاستثمار متعدد الأطراف        | 21 أبريل 1988      | 27 سبتمبر 2002     |
|             | الأمم المتحدة                             | 14 ديسمبر 1955     | 15 ديسمبر 1976     |
|             | الاتحاد البريدي العالمي                   | ?                  | ?                  |
|             | البنك الدولي للإنشاء والتعمير             | 7 يوليو 1982       | 28 يونيو 1974      |
|             | الاتحاد الدولي للاتصالات                  | 1866               | 7 أكتوبر 1988      |
|             | منظمة حظر الأسلحة الكيميائية              | ?                  | ?                  |
|             | مؤسسة التمويل الدولية                     | 29 أبريل 1985      | 28 يونيو 1974      |
|             | المركز الدولي لتسوية المنازعات الاستشارية | 6 مارس 1987        | 25 مايو 1978       |
|             | منظمة التجارة العالمية                    | 1995               | ?                  |
|             | منظمة الشرطة الجنائية الدولية             | ?                  | ?                  |

## وصلات خارجية
- موقع وزارة الخارجية المجرية